# 600 до н. е.

## Події
Початок правління царя Кирени Аркесілая I.
Традиційна дата заснування Марселю (Массалія) колоністами з іонійського міста Фокея.
Фінікійці обігнули Африку за ініціативою єгипетського фараона Нехо II.